# Julian Dean

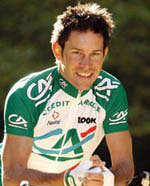
Julian Dean.

Julian Carl Bush Dean (Hamilton, 28 de janeiro de 1975) é um ciclista profissional neozelandês que participa em competições de ciclismo de estrada e pista, nos quais competiu em quatro olimpíadas, 1996, 2000, 2004 e 2008.